# Uberto de Morpurgo
Uberto Luigi de Morpurgo (em alemão: Hubert Louis de Morpurgo; Trieste, 12 de janeiro de 1896 – Genebra, 26 de fevereiro de 1961) foi um tenista italiano. Foi medalhista olímpico em simples em 1924.